# Château de Jallerange
Le château de Jallerange est un château du XVIIIe siècle inscrit aux monuments historiques, situé sur la commune de Jallerange, dans le département français du Doubs. Il a la particularité de posséder un jardin à la française créé au XVIIIe siècle et un jardin à l'anglaise du XIXe siècle.

## Histoire
Le château est construit à l'initiative de Claude Nicolas Marcellin Seguin de Jallerange, avocat puis conseiller entre 1742 et 1751,.
Le jardin à la française est créé en 1771, toujours sur ordre du conseiller Seguin de Jallerange alors que le jardin à l'anglaise est créé en 1846.
Les jardins deviennent un site classé par arrêté du 19 juillet 1943. Le domaine a bénéficié de plusieurs inscriptions au titre des monuments historiques en 1973 et 1989 (façades et toitures ; jardins et mobilier extérieur) avant d'être inscrit en totalité par arrêté du 17 mars 2014. Finalement, l'ensemble du domaine (château, dépendances, parc) est classé par arrêté du 25 mars 2015.

## Mobilier
Des pressoirs du XVIIIe siècle attestent de l'activité viticole du domaine.

## Les jardins
Les jardins sont l'élément le plus remarquable du domaine. Le jardin à la française de 1751 est conservé dans son style original. Il se compose de talus, glacis, bassin, amphithéâtre, vertugadin, berceaux de charmilles, salles de fraîcheur et cabinet de verdure, ainsi que de statues ; Le jardin à l'anglaise de 1846 abrite une glacière.

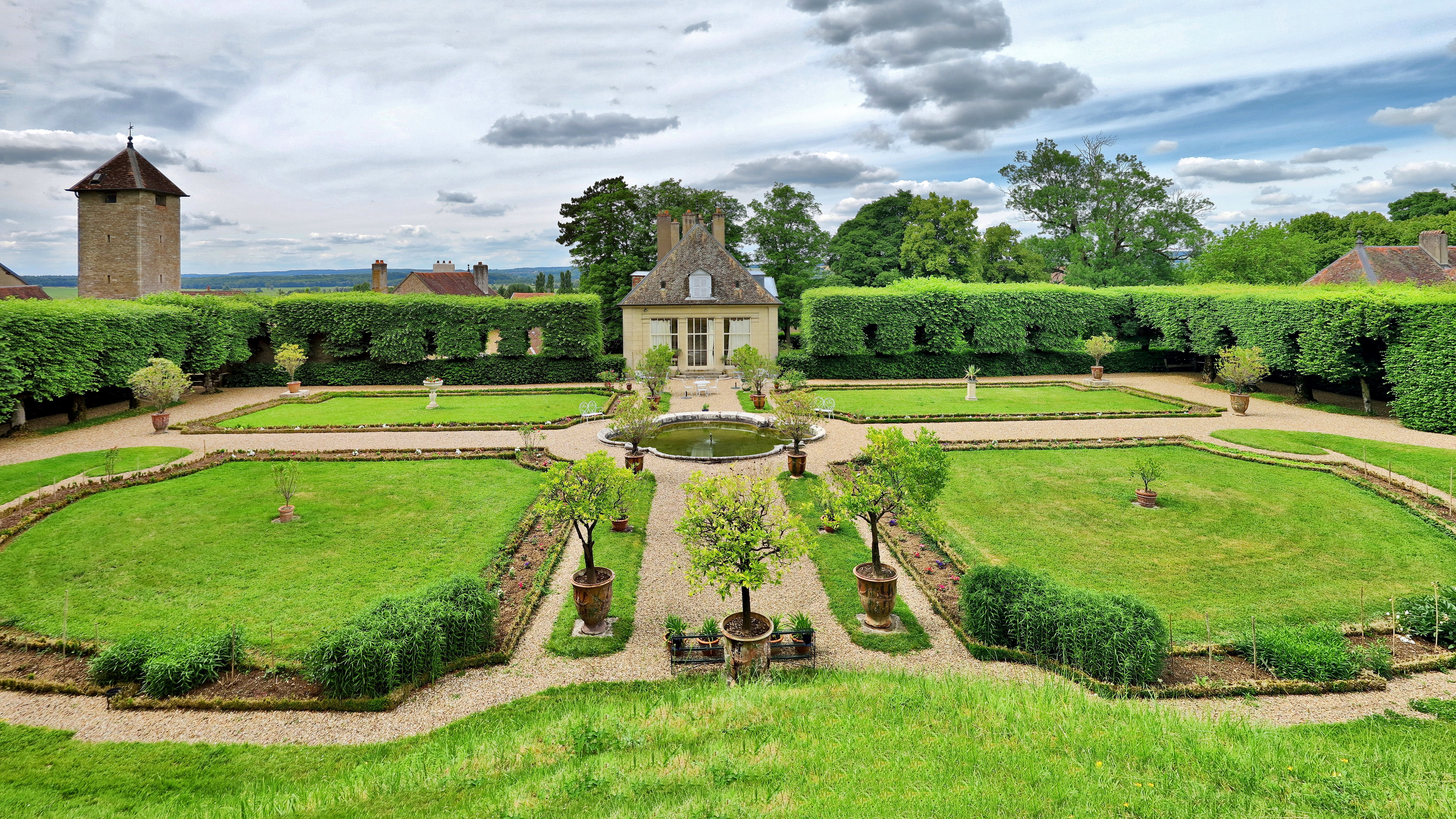
Les jardins à la française.